# Carl Hidber

Carl Hidber (1997)

Carl Hidber (* 15. Januar 1932 in St. Gallen; † 22. April 2008 in Männedorf; heimatberechtigt in Mels) war ein Schweizer Verkehrsingenieur und Hochschullehrer.

## Leben
Carl Hidber war der Sohn des Baumeisters Karl Josef und der Anna Maria Margareth Willi. Im Jahre 1960 heiratete er Lilian Elisabeth Gartenmann, Tochter des Josef Emil. Von 1952 bis 1957 studierte er Bauingenieurwissenschaften an der ETH Zürich, erlangte das Diplom und war anschliessend von 1957 bis 1961 Assistent. Zwischen 1961 und 1966 war er als Berater in München (Co-Autor des Stadtentwicklungs- und Gesamtverkehrsplan) tätig. Von 1966 bis 1970 war er Oberassistent am Institut für Orts-, Regional- und Landesplanung an der ETH Zürich und anschliessend bis 1998 Professor für Verkehrsingenieurwesen. Zwischen 1987 und 1993 war er im Verwaltungsrat der Swissair.
Carl Hidber war Mitglied in der Verkehrskommission des Bundes. Er war, unter anderem Stabschef bei der Gesamtverkehrskonzeption der Schweiz (1970–1977) und bei der Überprüfung von Nationalstrassen-Strecken (1978–1981). Er förderte die Entwicklung eines in die Leitbilder der Raumplanung eingebundenen Gesamtsystems aller Verkehrsträger und beschäftigte sich mit den Themen Städtebau und Verkehr.